# Myrcia sylvatica
Myrcia sylvatica är en myrtenväxtart som först beskrevs av Georg Friedrich Wilhelm Meyer, och fick sitt nu gällande namn av Dc.. Myrcia sylvatica ingår i släktet Myrcia och familjen myrtenväxter. Inga underarter finns listade i Catalogue of Life.

## Bildgalleri

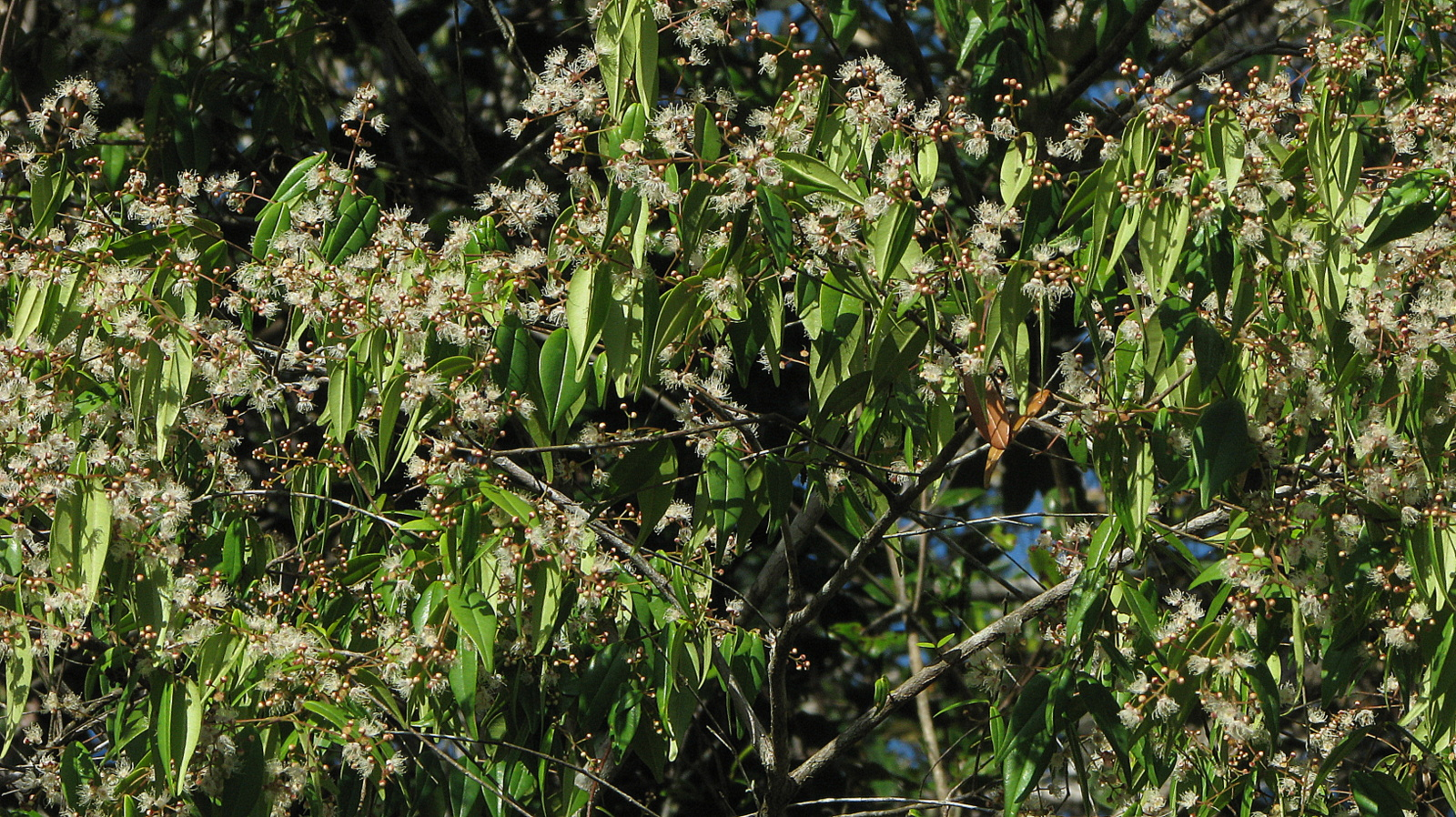
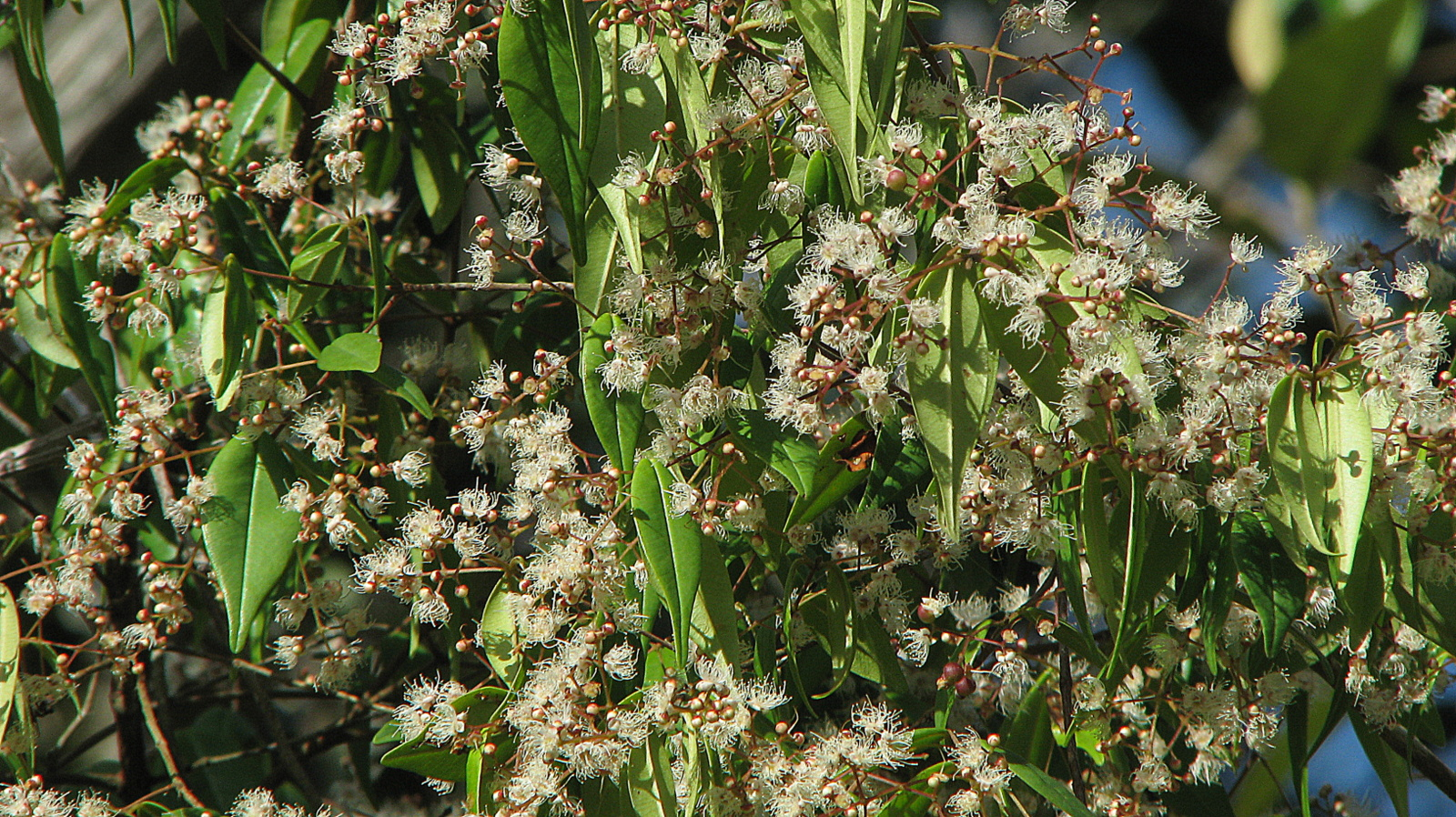
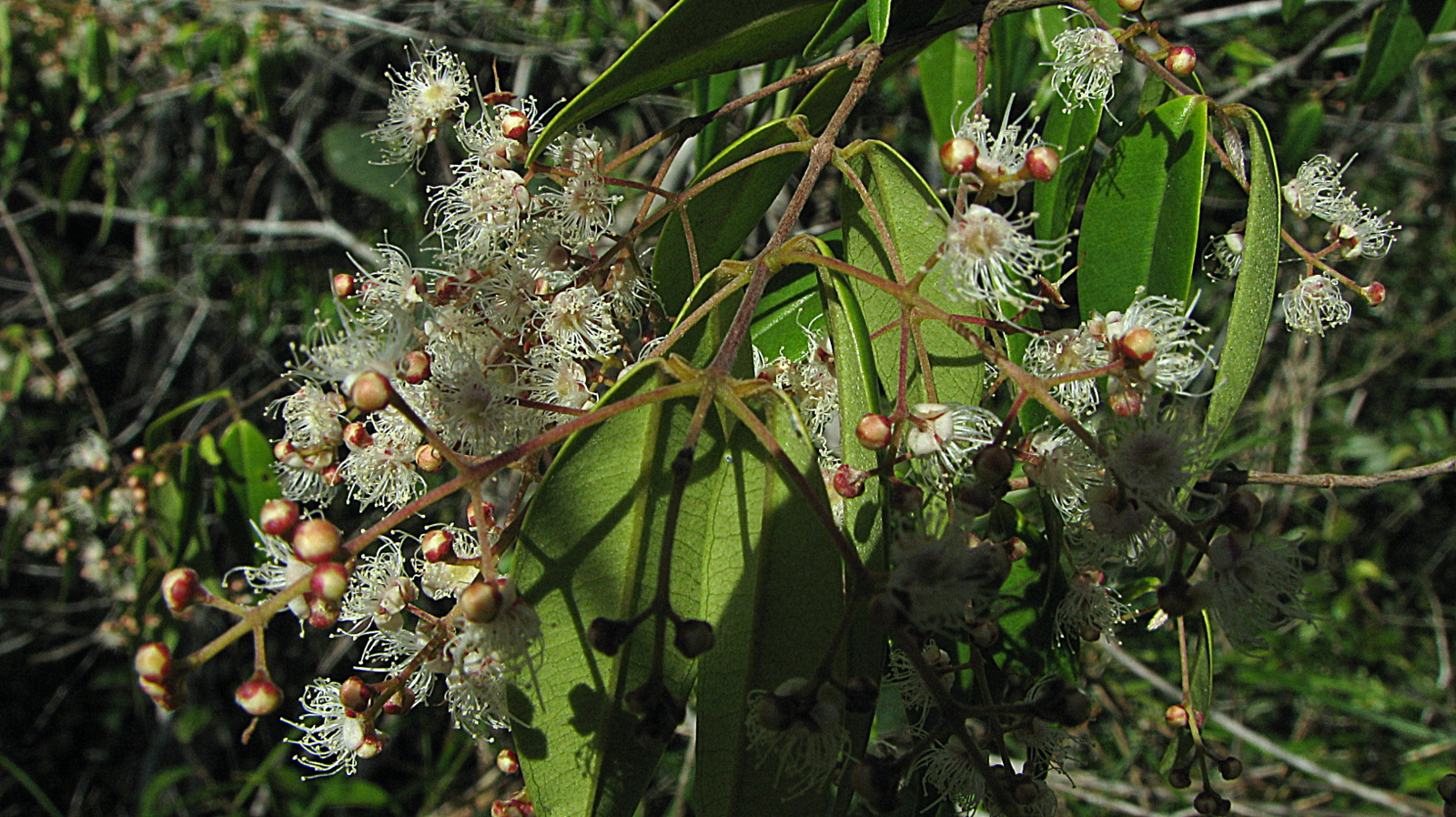
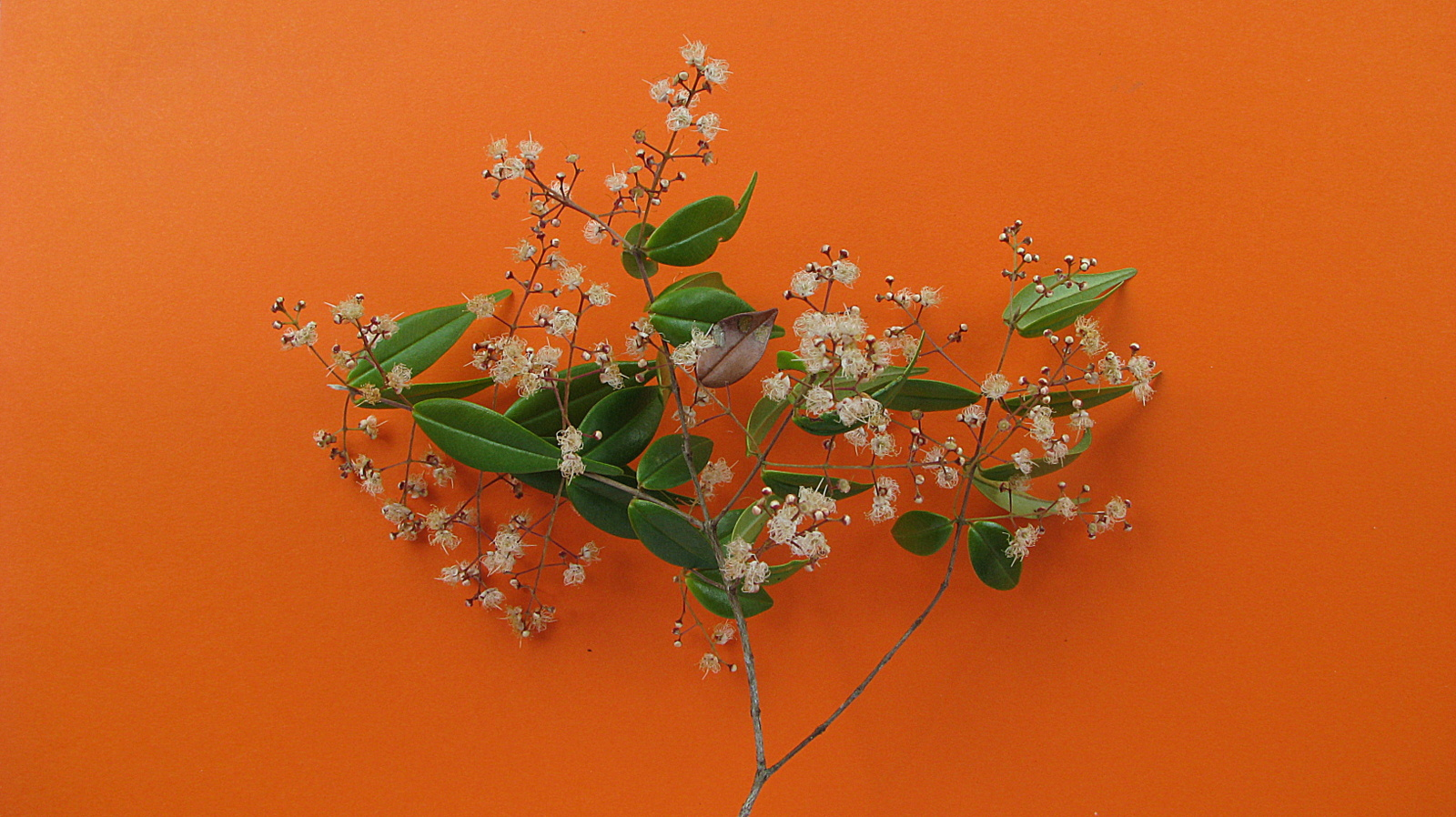